# Jörg Allgäuer

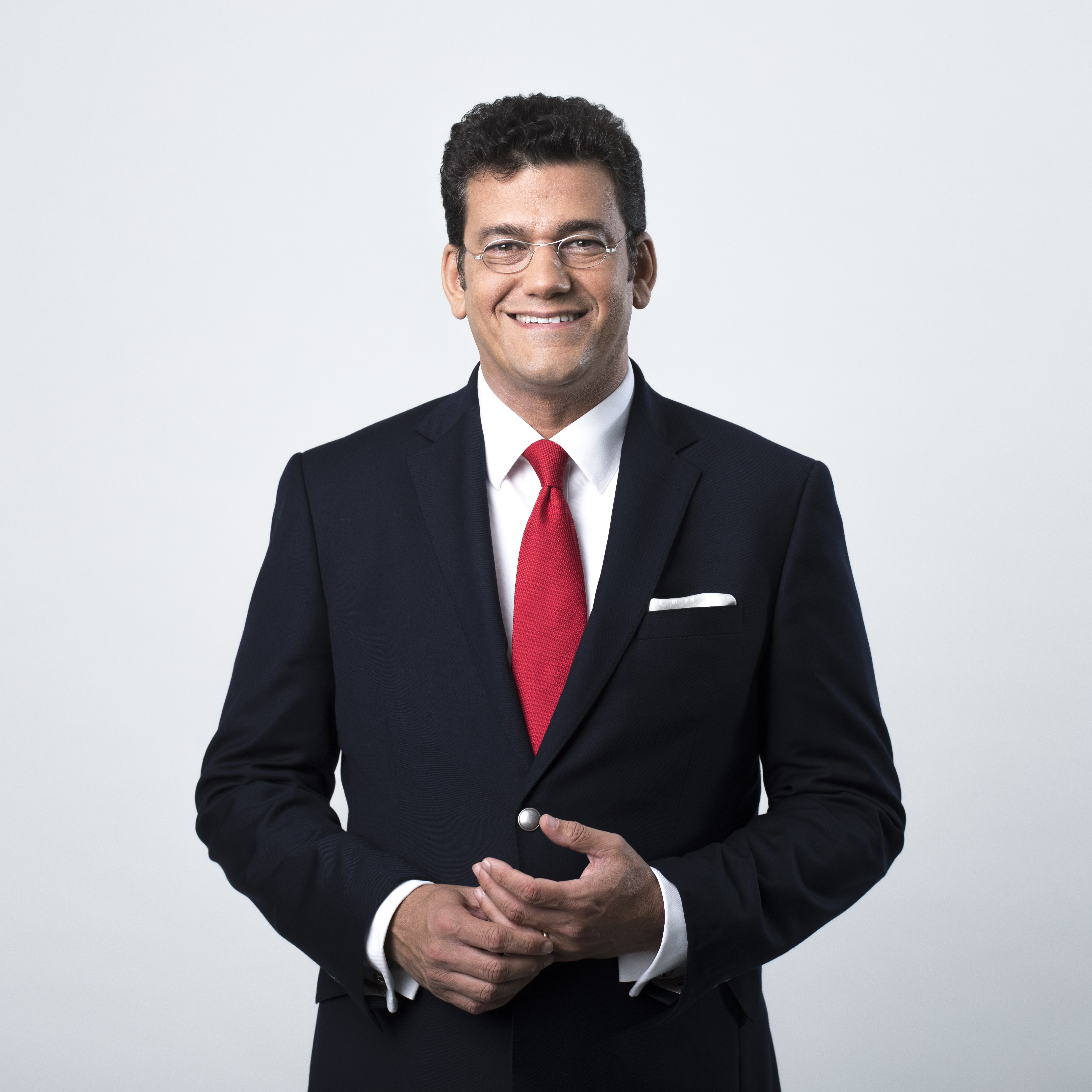
Jörg E. Allgäuer

Jörg Emil Allgäuer (* 9. Juni 1966 in New York) ist ein deutsch-amerikanischer Kommunikationsmanager.

## Leben
Jörg Allgäuer hat Wirtschafts- und Politikwissenschaft – unter anderem an der Universität Oxford, der Ludwig-Maximilians-Universität München, der Technischen Universität München und der Columbia University New York – studiert; seine Studien hat er mit Promotion und Master of Business Administration (MBA) abgeschlossen.
Seine berufliche Laufbahn begann Jörg Allgäuer 1990 in der Unternehmenskommunikation der Siemens AG in München. Von 1993 bis 1999 arbeitete Allgäuer als Leiter des Programmmarketings bei der ARD (Bayerischer Rundfunk) und von 1999 bis 2003 als Sprecher Finanzkommunikation bei der Allianz AG in München. Von 2003 bis 2007 war er Direktor Unternehmenskommunikation und Mitglied der Geschäftsleitung der Fondsgesellschaft Fidelity Investments in Deutschland, Österreich und der Schweiz. Danach leitete er als Direktor und Senior Vice President der Unicredit Group den Bereich Kommunikation der HypoVereinsbank mit der Gesamtverantwortlichkeit für die externen und internen Kommunikationsaktivitäten sowie das Kunst- und Kulturmanagement der Bank. 2011 übernahm er die Unternehmenskommunikation des damals im MDAX notierten Medienkonzerns Sky Deutschland AG. Seit 2017 ist er für die weltweite Medienarbeit sowie die digitale Kommunikation bei der Rückversicherungsgesellschaft Münchener Rück verantwortlich.
1995 begründete Jörg Allgäuer zusammen mit Michael Anthony die Organisation Journalists Network, die in vielen Ländern und Regionen Austauschprogramme für junge Journalisten veranstaltet (darunter China, Indien, Israel, Lateinamerika, Osteuropa, Türkei, Weimarer Dreieck). Des Weiteren engagiert er sich in diversen Organisationen, darunter die Atlantik-Brücke, Rotary International und das internationale Komitee: Journalisten helfen e.V.

## Auszeichnungen
2007 wurde Jörg Allgäuer für sein langjähriges Engagement in der Völkerverständigung die Verdienstmedaille des Bundesverdienstkreuzes verliehen.

## Veröffentlichungen
- Die linke und die rechte Hand: Motive der Gründung einer Stiftung. Nomos Verlag, Baden-Baden, 2008. ISBN 978-3-8329-3068-4.
- Vertrauensmanagement: Kontrolle ist gut, Vertrauen ist besser. Brain Script, München, 2009. ISBN 978-3-9808678-1-8.
- Transparenz als Erfolgsfaktor in der Bankwirtschaft in: Volker Klenk, Daniel J. Hanke (Hg.): Corporate Transparency. Wie Unternehmen im Glashaus-Zeitalter Wettbewerbsvorteile erzielen. Frankfurter Allgemeine Buch, Frankfurt, 2010. ISBN 978-389981-210-7.
- Public Relations von Finanzorganisationen: Ein Praxishandbuch für die externe und interne Kommunikation. Springer-Verlag, Heidelberg, 2011. ISBN 978-3-8349-1078-3.
- Ich werde mich freien von Sie zu huren!  Die lustigsten Spam-Mails aus den Postfächern von Jörg E. Allgäuer und Peter Bulo Böhling (gemeinsam mit Peter Böhling). JMB Verlag, Hannover, 2015. ISBN 978-3-944342-66-5.